# 八田秀雄
八田 秀雄（はった ひでお、1959年7月16日 - ）は、日本の体育学者にして、運動生理学者である。

## 経歴・人物
- 東京都出身。東京都立小山台高等学校→東京大学教育学部→東京大学大学院教育学研究科修了[1]。
- 東京都立小山台高等学校時代はバレーボール部の選手であり、関東大会への出場経験もあるという[2]。
- 1988年に東京大学教養学部助手に就いたことを皮切りに学究生活を始め[3]、1996年に東京大学大学院総合文化研究科助教授（准教授）となり、2010年に東京大学大学院総合文化研究科教授となる[3]。
- また1995年 - 1996年の間、ウォータールー大学（カナダ）への留学も経験している[4]。
- 運動生理学を研究専門分野とし、特に人体の乳酸代謝をメインテーマとしている。長年の研究から「乳酸は疲労物質でなく、エネルギー源である」ことを唱えている人物でもある[5]。
- 2025年春に東京大学を定年退職する予定である[2]。

## 逸話
- 高校時代はバレーボール選手、大学に進学してから陸上競技に転向し、ハードルと十種競技選手であった[2]。
- 東京大学に入学した当時は体育を研究分野とする教員になるつもりはなかったが、運動生理学を研究対象としたためにその方向に進んだことを語っている[6]。
- 日本中央競馬会（JRA）競走馬研究所の協力によりサラブレッドの乳酸代謝研究をJRAとの共同で行ったことがきっかけで競馬好きになった[6]。
- 東京大学陸上運動部でコーチ・監督・部長をそれぞれ歴任。1984年の第60回東京箱根間往復大学駅伝競走に東京大学が出場した時は大学院生ながらコーチとして伴走車に乗って箱根を走った[6]。
- 第101回東京箱根間往復大学駅伝競走にて、関東学生陸上競技連盟選抜チーム（関東学生連合）のメンバーとして東京大学の古川大晃が復路9区を走った際にはレース途中の給水係を自ら務め、これが話題となった[2]。
- 政治家で国民民主党代表の玉木雄一郎代議士は、東京大学時代に陸上競技部の十種競技選手として八田の指導を受けたことを明らかにしている[7]。

## 主な著書
- 乳酸と運動生理・生化学 （2009年、市村出版）
- 乳酸を使いこなすランニング （2011年、大修館書店）
- 新版　乳酸を活かしたスポーツトレーニング　（2015年、講談社）
- 乳酸サイエンス : エネルギー代謝と運動生理学 （2017年、市村出版）
- 運動と疲労の科学　疲労を理解する新たな視点　（2018年、大修館書店）
- マラソンのエネルギーマネジメント　すくない糖をうまく使うために　（2021年、大修館書店）
- ミトコンドリアトレーニング（2024年、市村出版）